# 木造俊康
木造 俊康（こづくり としやす）は、室町時代前期の公卿。南朝伊勢国司北畠顕能の孫で、木造顕俊の二男。叔父顕泰の養子として在京出仕したが、反幕行動をとる満雅とは袂を分ち、帰家して木造家を継いだ。初名は俊泰。

## 経歴
元中9年/明徳3年（1392年）南北朝合一後程なく伊勢国司・北畠顕泰の養子として在京出仕し、応永2年（1395年）叙爵されて侍従に任じられたという。応永10年（1403年）参議・左近衛中将に叙任されて公卿に列す。その後も、応永12年（1405年）従三位・権中納言に叙任され、応永14年（1407年）正三位、応永18年（1411年）従二位と順調に昇進を重ねた。
応永21年（1414年）将軍・足利義持によって木造庄一円知行が本家の北畠家の本流である久我家に安堵された際、俊康はその権益を放棄する旨の避状を提出していることから、これより前に木造家を相続したとみられる。
応永22年（1415年）春に伊勢国で挙兵した国司・北畠満雅により居城坂内城が攻略されると、俊康は土岐持益・仁木満長ら幕府軍に与して伊勢に進攻し、木造城の坂内雅俊を敗走させた。この際に俊康は木造城に入城し、以後は居城とした。
応永23年（1416年）権大納言に任じられ、応永24年（1417年）正二位に至る。応永27年（1420年）3月26日に辞職して出家。法名を宗誓と号した。翌応永28年（1421年）春より京都で流行した疫病に罹患し、4月26日に薨去。

## 官歴
注記のないものは『諸家伝』による。
- 応永2年（1395年）日付不詳：従五位下、侍従[要出典]
- 時期不詳：正四位下[3]
- 応永10年（1403年）8月24日：参議（于時俊泰）。8月29日：兼左近衛中将
- 応永11年（1404年）3月17日：兼土佐権守
- 応永12年（1405年）正月6日：従三位。3月17日：権中納言（于時俊康）。4月26日：聴帯剣
- 応永14年（1407年）正月5日：正三位
- 応永18年（1411年）正月5日：従二位
- 応永23年（1416年）11月4日：権大納言
- 応永24年（1417年）正月5日：正二位
- 応永27年（1420年）3月26日：辞職、出家（法名宗誓[4]）
- 応永28年（1421年）4月26日：薨去[5][6]